# Kosmos 2238
Kosmos 2238, ruski mornarički izviđački satelit iz programa Kosmos. Vrste je US-PM (Celina br. 63L).
Lansiran je 30. ožujka 1993. godine u 12:00 s kozmodroma Bajkonura (Tjuratam) u Kazahstanu, startnog kompleksa br. 90. Lansiran je u nisku orbitu oko planeta Zemlje raketom nosačem Ciklon-2 11K69. Orbita mu je bila 404 km u perigeju i 417 km u apogeju. Orbitna inklinacija mu je bila 65,03°. Spacetrackov kataloški broj je 22585. COSPARova oznaka je 1993-018-A. Zemlju je obilazio u 92,77 minuta. Pri lansiranju bio je mase 3150 kg. 
Ovaj mornarički satelit imao je zadaću odrediti položaj neprijateljskih pomorskih snaga kroz detekciju i triangulaciju njihovih elektromagnetskih odašiljanja (radijskog, radarskog i ostalog).
Vratio se u Zemljinu atmosferu 10. prosinca 1994. godine. Tijekom misije odvojio se dio koji je također brzo se vratio u atmosferu.

## Vanjske poveznice
- N2YO.com Search Satellite Database
- Celes Trak SATCAT Format Documentation (engl.)
- Kunstman  Arhivirana inačica izvorne stranice od 12. kolovoza 2019. (Wayback Machine) Satellites in Orbit (engl.)